# Nadace VIA
Nadace Via je nezávislá česká nadace. Vizí Nadace Via je společnost, kde lidé jednají svobodně, spolupracují, přijímají odpovědnost za sebe a za své okolí a kde je darování běžnou součástí života.   
Nadace Via podporuje aktivní lidi, kteří mění k lepšímu místa, kde žijí. Soustředí se na dvě hlavní linie: umění žít spolu (podpora aktivních lidí) a umění darovat (podpora filantropie). Provozuje také jednoduchou a bezpečnou platformu pro darování Darujme.cz, přes kterou zaslali dárci již 2,5 miliardy Kč více než 1 300 zaregistrovaných organizacím a spolkům.  
Za 27 let své existence podpořila Nadace Via více než 9 000 projektů. Po celém Česku pomáhá tvořit místa, kde je radost žít. Místa, o která lidé pečují, kde sousedé spolupracují a svépomocí mění své okolí. Místa, kde se lidé poznávají, nabízí si pomocnou ruku a budují vzájemnou důvěru. Díky této podpoře vznikají ve městech a obcích komunitní zahrady, altány, hřiště a další místa k setkávání, opravují se památky, obnovují tradice a konají se desítky sousedských setkání a slavností.
Nadace vznikla v roce 1997 jako nástupkyně české pobočky americké nadace The Foundation for a Civil Society působící v Československu od roku 1990. Prostředky získává od individuálních dárců, firem, nadací a z výnosů nadačního jmění.